# Le Plessis-Bouchard
 Le Plessis-Bouchard  es una población y comuna francesa, en la región de Isla de Francia, departamento de Valle del Oise, en el distrito de Pontoise y cantón de Beauchamp.

## Galería

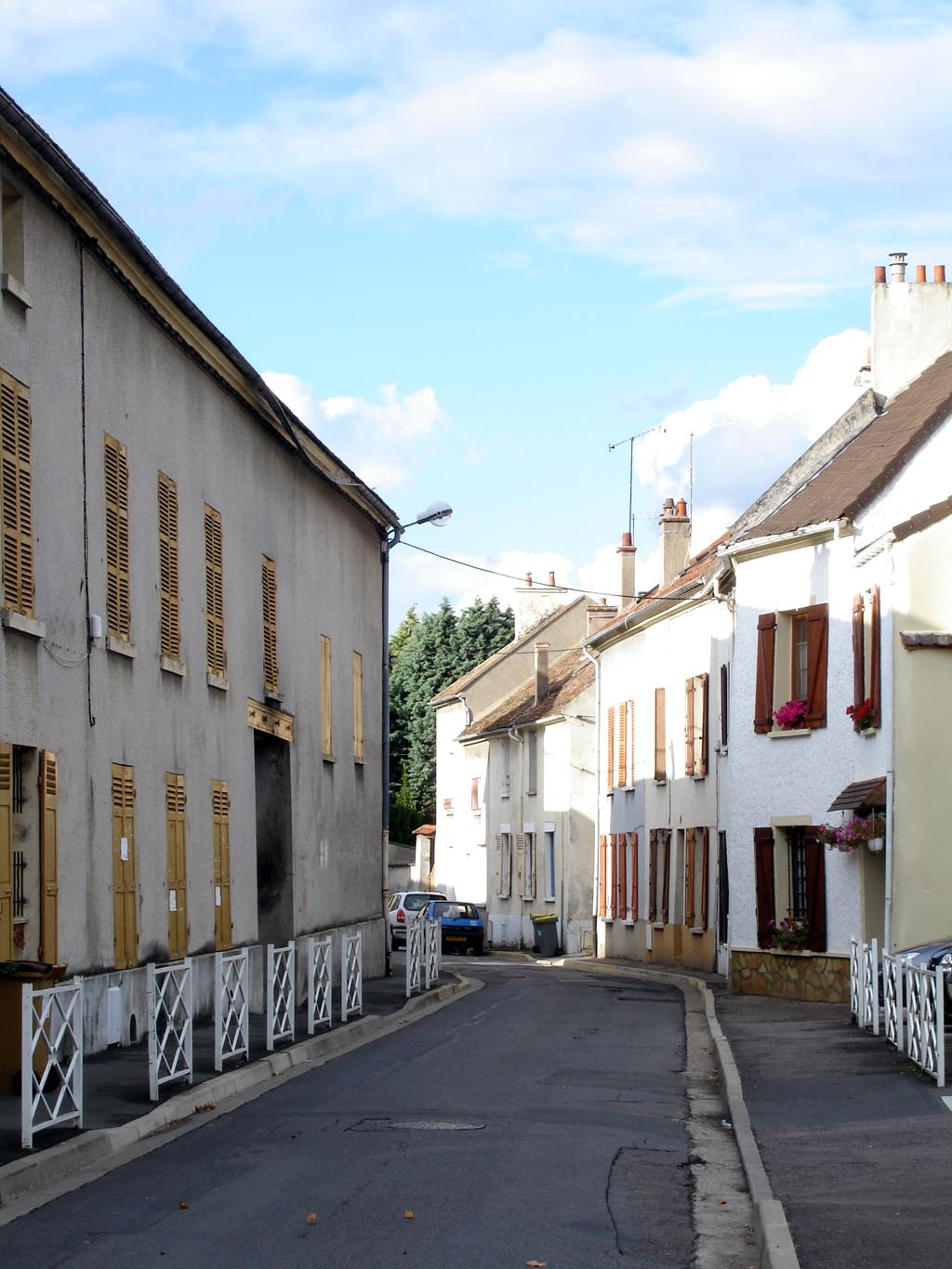
Le Plessis-Bouchard - Rue Grangeret de la Grange

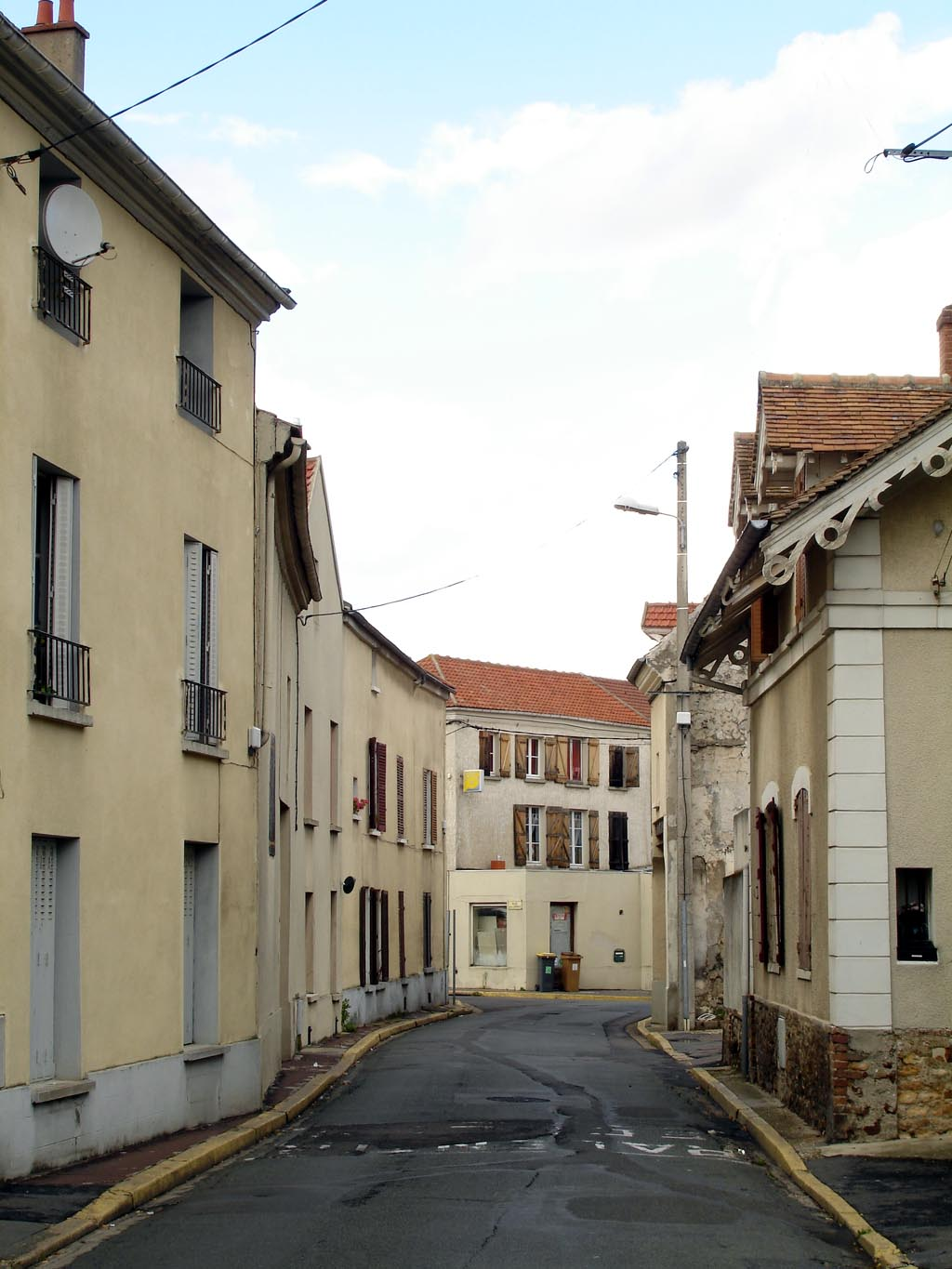
Le Plessis-Bouchard - Rue Charles-de-Gaulle

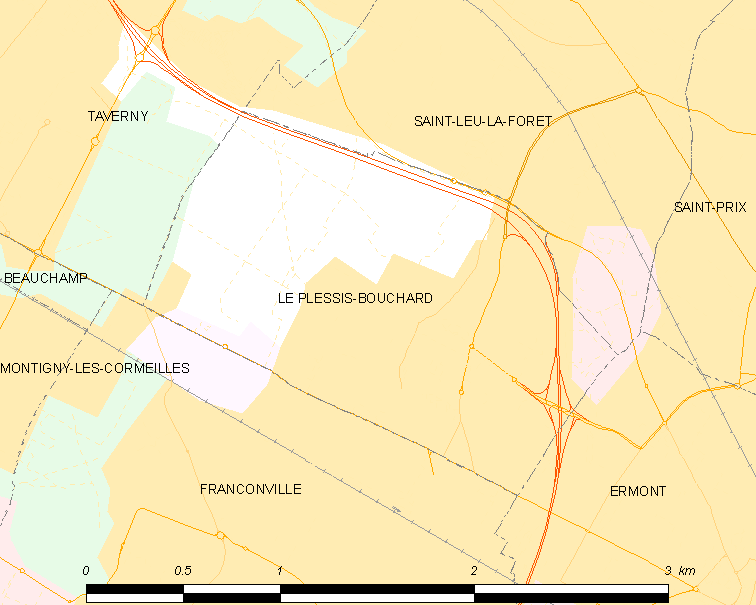
Map commune FR insee code 95491

## Demografía
Evolución demográfica de Le Plessis-Bouchard
| 1793 | 1800 | 1806 | 1821 | 1831 | 1836 | 1846 | 1851 | 1856 | 1861 | 1866 | 1872 | 1876 | 1881 | 1886 | 1891 | 1896 |
| 222  | 214  | 221  | 211  | 188  | 205  | 204  | 204  | 208  | 218  | 243  | 244  | 265  | 307  | 340  | 353  | 395  |
| 1901 | 1906 | 1911 | 1921 | 1926 | 1931 | 1936 | 1946 | 1954 | 1962 | 1968 | 1975 | 1982 | 1990 | 1999 | 2006 | 2007 |
| 389  | 380  | 484  | 671  | 1307 | 1596 | 1662 | 1669 | 2103 | 2953 | 3820 | 5600 | 5400 | 6138 | 7006 | 7666 | 7623 |

Para los censos de 1962 a 1999 la población legal corresponde a la población sin duplicidades
(Fuente: INSEE )